# 寝屋川石田ボクシングクラブ
石田ボクシングクラブ（いしだボクシングクラブ）は、大阪府寝屋川市香里南之町にあるボクシングジム。会長は元WBA世界スーパーウェルター級暫定王者石田順裕。

## 概要
2015年8月、寝屋川市駅前の旧長崎屋7階にあるフィットネスクラブ「マーシャルワールドジムズ」の一角にてアマチュアジムとしてオープン。翌2016年11月、プロ加盟。
2019年、ジムを現在地に移転。

## 主な所属選手
- 石脇麻生（日本スーパーライト級ランカー、2018年度西日本ライト級新人王）
- 高山勝成（元WBA暫定・WBC・IBF・WBO世界ミニマム級王者[6]。

## 過去の主な所属選手
- 神田桃子（日本アトム級ランカー[7]、2019年5月に協栄から移籍）
- 緒方汐音（WBO女子アジア太平洋ライトフライ級王者、OPBF女子東洋太平洋ライトフライ級王者。KWORLD3へ移籍）
- 中島玲（元日本スーパーウェルター級暫定王者。キックボクシングへ転向）

## 交通アクセス
- 京阪本線香里園駅から徒歩1分